# (10710) 1982 JE1
(10710) 1982 JE1 est un astéroïde de la ceinture principale d'astéroïdes de 3,611 km de diamètre découvert en 1982.

## Description
(10710) 1982 JE1 a été découvert le 15 mai 1982 à l'observatoire Palomar, situé au nord de San Diego en Californie, par l'Observatoire Palomar.

### Caractéristiques orbitales
L'orbite de cet astéroïde est caractérisée par un demi-grand axe de 2,26 ua, un périhélie de 1,84 ua, une excentricité de 0,18 et une inclinaison de 5,26° par rapport à l'écliptique. Du fait de ces caractéristiques, à savoir un demi-grand axe compris entre 2 et 3,2 ua et un périhélie supérieur à 1,666 ua, il est classé, selon la JPL Small-Body Database, comme objet de la ceinture principale d'astéroïdes.

### Caractéristiques physiques
(10710) 1982 JE1 a une magnitude absolue (H) de 14,0 et un albédo estimé à 0,310, ce qui permet de calculer un diamètre de 3,611 km. Ces résultats ont été obtenus grâce aux observations du Wide-Field Infrared Survey Explorer (WISE), un télescope spatial américain mis en orbite en 2009 et observant l'ensemble du ciel dans l'infrarouge, et publiés en 2014 dans un article présentant les résultats concernant 2 835 astéroïdes de la ceinture principale.